# John de Courcy Ireland
John de Courcy Ireland (Lucknow, Índia, 19 de outubro de 1911 - 4 de abril de 2006) foi um historiador marítimo irlandês e ativista político.
Seu pai serviu no Exército Britânico. Foi educado no Marlborough College, na Oxford University e na Trinity College, Dublin, onde ganhou um prêmio em 1951. O título de sua tese era "The Influence of the Sea on Civilization" (em português A Influência do Mar na Civilização).
Em 1950, recebeu seu diploma de doutorado em educação marítima pela mesma Trinity College, Dublin. No ano seguinte, começou a lecionar na Drogheda Grammar School e logo depois na Bandon Grammar School, em Co Rock, passando, em 1968, pela Kingstown Grammar School, em Dún Laoghaire. Deixou de lecionar em 1986, já na Newpark Comprehensive School, no sul de Dublin.
John e sua esposa, Betty Haigh, foram afiliados do Movimento Anti-Apartheid Irlandês e ele foi presidente da Sociedade Amistosa Irlanda-China. Também foi um dos membros fundadores da Campanha de Desamarmento Nuclear Irlandês.